# 藤原芳子
藤原 芳子（ふじわら の ほうし/よしこ、生年不詳 - 康保4年7月29日（967年9月6日））は、村上天皇の女御。藤原師尹と藤原定方九女との間の娘。宣耀殿を賜ったので宣耀殿女御（せんようでんのにょうご）と呼ばれる。また、小一条女御、大将御息所とも呼ばれる。
子は昌平親王と永平親王の二人。

## 略歴
彼女の長子・昌平親王が天暦10年（956年）生まれなので、その年以前には入内していたと思われる。天徳2年（958年）10月に女御宣下。宣耀殿女御と呼ばれるようになる。天徳3年（959年）2月に正五位下、応和2年（962年）1月に従四位下。康保2年（965年）に永平親王を出産する。『大鏡』によれば中宮の安子が死去した後は、かえって寵愛が衰えてしまったらしい。息子は夭折していたり病弱だったりと、結局東宮にはなれなかった。
村上天皇の崩御から、2か月あまりで死去した。

## 人物
類いまれなる美貌で、目尻が少し下がりめの、非常に長い黒髪だったという。『大鏡』には、誇張もあるだろうが、そんな彼女の様子が、「御車に奉りたまひければ、わが身は乗りたまひけれど、御髪のすそは母屋の柱のもとにぞおはしける（お車にお乗りになれば、ご本人は（車に）乗ってらっしゃるのだが、髪の毛のすそはまだ母屋の柱にある）」と記されている。村上天皇の寵愛も厚かった。そのことに関して、中宮の藤原安子が非常に嫉妬し、土器の破片を芳子に向かって投げつけたという記事も『大鏡』に記されている。
また、非常に聡明でもあり、『古今和歌集』二十巻すべて暗記していたという。村上天皇はこの噂を聞き、本当に暗記しているのか、物忌みの日に試験した。ところが、芳子はすべて間違えることなく暗記していた、という記事が『大鏡』藤原師尹の章、および『枕草子』二十段（皇后藤原定子が語る話題として）に記されている。宣耀殿女御瞿麦合を天暦10年（956年）5月に主催。『玉葉和歌集』と『続古今和歌集』に彼女の歌が一首ずつある。